# Nafrněná
„Nafrněná“ je popová skladba české herečky a zpěvačky Barbory Polákové, která k ní napsala text a spolu s klávesistou Davidem Hlaváčem a Janem P. Muchowem složila hudbu. Vokály nazpívala Kateřina Sedláková. Píseň vyšla v srpnu 2015 jako pilotní singl k eponymnímu debutovému albu Barbora Poláková, vydanému Supraphonem v listopadu téhož roku. Producentem se stal Jan P. Muchow. Navázala na debutový, valentýnsky laděný šansonový singl „Kráva“ z roku 2012, jenž byl na desku také zařazen.
Na výročních cenách Anděl 2015 se píseň stala Skladbou roku a Polákové dopomohla k výhře v kategorii Objev roku. V anketě Žebřík 2015 bylo oceněno její zpracování, které se stalo videoklipem roku.

## Vznik
Na převážně melancholicky laděném albu se skladba „Nafrněná“ odlišuje svou energičností. Založená je na vtipném textu, v němž si kamarádky sdělují „peprné klípky“ o dalších dívkách; s nástavbou chytlavých popěvků. Slova napsala Barbora Poláková po náhodném podnětu. Stála za ním přítelkyně, která jí před účinkováním v muzikálu Lucie, větší než malé množství lásky sdělila, že se jednomu známému jeví „hrozně nafrněná“. Herečka si uvědomila běžný jev povrchního odsuzování druhých, aniž by se kritici zaobírali fakty a před vynášením rychlých soudů blíže kritizované osoby poznali.

## Videoklip
Za prvních čtrnáct dní měl videoklip na YouTube více než jeden milion zhlédnutí, v květnu 2025 přesáhl hranici 55 milionů zhlédnutí. Podle hudebního časopisu Headliner se Barbora Poláková stala nejúspěšnější českou autorkou v digitálním prostředí ve druhém desetiletí třetího tisíciletí, s nejpřehrávanější písní „Nafrněná“. V anketě Klip patnáctiletí čtenářů iDNES.cz a diváků Óčka z roku 2017 obsadila „Nafrněná“ čtvrté místo.

### Původní verze
Režie videoklipu se ujala Tereza Kopáčová a za kameru se postavil Pavel Berkovič. Z několika verzí scénářů byl vybrán jednoduchý komediální příběh, v němž si zahrály herečky a kamarádky Polákové. Autorem námětu s dívčím večírkem v baru se stal Tomáš Měcháček. Jedna z verzí počítala s rozpočtem cca 1,5 milionu korun, což bylo nad možnosti produkce. K finální realizaci Polákové dopomohla Ivana Chýlková. Natáčení se uskutečnilo v pražském klubu Royal během června 2015 včetně závěrečné scény před zrcadlem u dámských toalet. Štáb tvořil tým, který se již podílel na videoklipu „Kráva“.
Většina scén zasazených do barového příběhu kamarádek, drbajících o holkách, byla improvizovaná. Děj ironizoval svět přetvářky, pomluv a povrchnosti. Vedle hereček se v klipu představili i zpěvaččin partner Pavel Liška jako vyhazovač, Jiří Zeman v roli barmana a Jan P. Muchow.

#### Obsazení
- Barbora Poláková
- Martha Issová
- Lenka Krobotová
- Ivana Chýlková
- Anna Polívková
- Eva Leimbergerová
- Jana Stryková
- Hana Vagnerová
- Marie Štípková
- Lenka Zahradnická
- Sandra Nováková
- Markéta Stehlíková
- Petra Nesvačilová
- Markéta Frösslová
- Kateřina Sedláková
- Týna Průchová
- Pavel Liška
- Ivan Lupták
- Jan P. Muchow
- Jiří Zeman

### Vokální verze: Nafrněná & Svobodomyslná
Vokální, akustická verze videoklipu vznikla během koronavirové pandemie pod režijním vedením Víta Klusáka. Titul klipu „Nafrněná & Svobodomyslná“ se tematicky zaměřil na domácí násilí a odkázal na Kateřinu Lieskovskou, která svou zkušenost s domácím nasílim vtělila do stejnojmenné knihy. Poláková v době vzniku nového aranžmá již přes rok spolupracovala s psychology a psychiatry sdruženými v projektu Sociální klinika.
Videoklip byl vydán v závěru prosince 2020. Přes videohovor se na jeho vzniku podílelo šestnáct hereček včetně Issové, Chýlkové, Nesvačilové či Polívkové. Markéta Děrgelová v něm odhalila, že je těhotná.

## Seznam skladeb
| Pořadí | Název    | Autor                                           | verze              | Délka |
| ------ | -------- | ----------------------------------------------- | ------------------ | ----- |
| 1.     | Nafrněná | Barbora Poláková / David Hlaváč / Jan P. Muchow | (singl, radio mix) | 3:39  |

## Obsazení

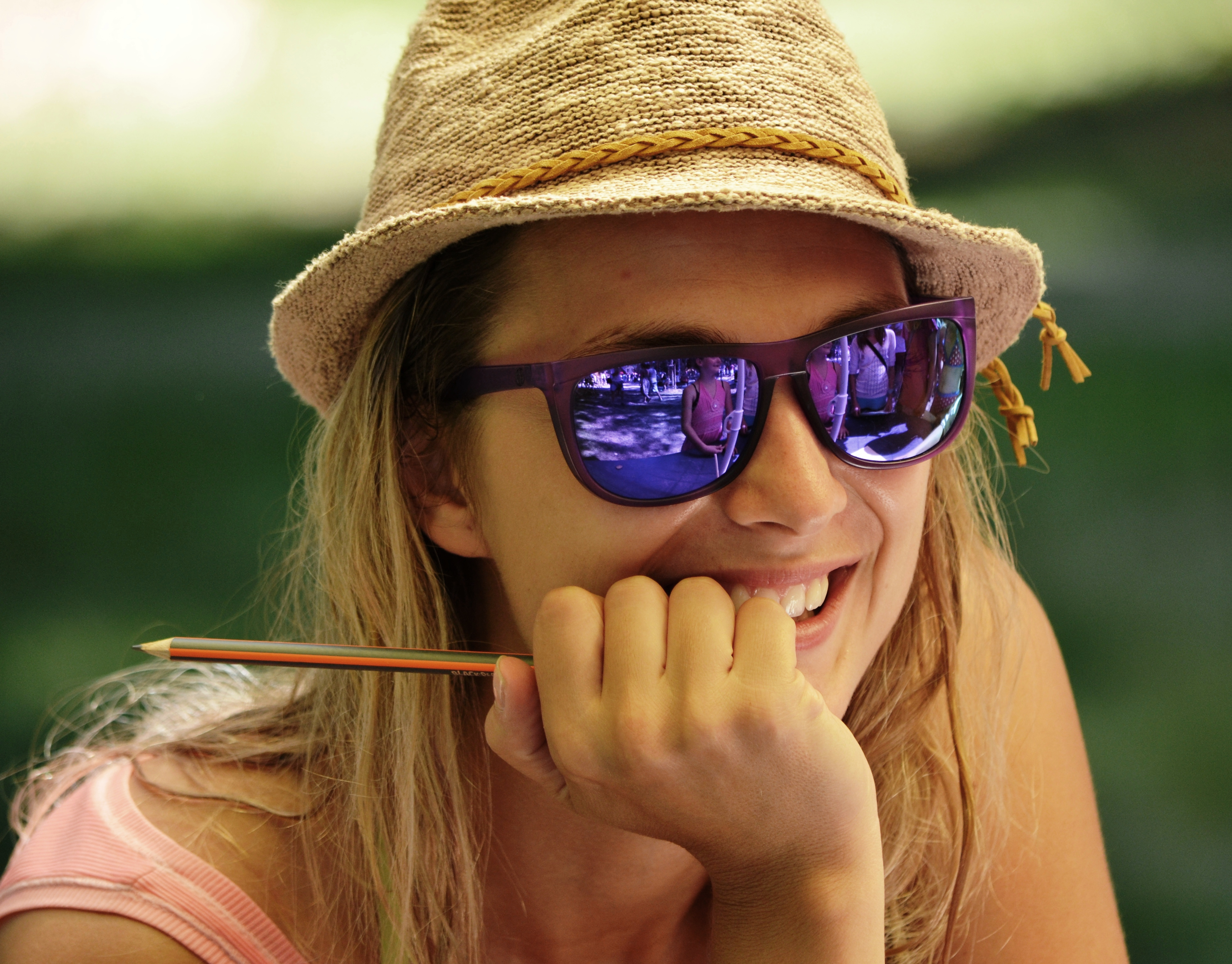
Barbora Poláková (2013)

- Barbora Poláková – zpěv, text, hudba
- David Hlaváč – hudba, fender rhodes, claps
- Jan P. Muchow – hudba, ostatní nástroje
- Kateřina Sedláková – vokály
- David Bartošek – bicí, claps[1]

## Hitparády
| Týdenní hitparáda                  | vrchol | zdroj  |
| ---------------------------------- | ------ | ------ |
| Rádio Top 100 Oficiální (ČNS IFPI) | 9.     | [ 16 ] |

## Ocenění
- Ceny Anděl 2015 – Skladba roku[17]
- Žebřík 2015 – Videoklip roku[4]
- Miliónová deska (2015) – rekordní počet zhlédnutí videoklipu „Nafrněná“ na YouTube[18]